# Alcedo vintsioides
Alcedo vintsioides é uma espécie de ave da família Alcedinidae.
Pode ser encontrada nos seguintes países: Comores, Madagáscar e Mayotte.
Os seus habitats naturais são: florestas de mangal tropicais ou subtropicais.